# Golczewo (Stargard)
Golczewo (deutsch Goltzow) ist ein Wohnplatz in der Woiwodschaft Westpommern in Polen.
Der Wohnplatz liegt in Hinterpommern, etwa 30 km östlich von Stettin und etwa 5 km westlich von Stargard (Stargard in Pommern).
Der Wohnplatz wurde im Jahre 1821 als Vorwerk des Rittergutes von Schellin am östlichen Rand der Feldmark von Schellin auf „Hinterländereien“ angelegt. Dies geschah im Rahmen  der Regulierung der gutsherrlichen und bäuerlichen Verhältnisse (siehe: Preußische Agrarverfassung) von Schellin. Der Gutsbesitzer von Schellin, ein Freiherr von der Goltz, gab dem Vorwerk nach seiner Familie den Namen Goltzow, wobei er seinem Familiennamen Goltz das ursprünglich slawische, vielfach in pommerschen Ortsnamen vorkommende Suffix -ow anfügte. Bei der Anlage wurden dem Vorwerk 341 Morgen Land zugewiesen. Es bestand bei der Anlage aus einem Wohnhaus nebst Scheune und Stallgebäuden.
Bis 1945 gehörte Goltzow als Teil der Gemeinde Schellin zum Kreis Pyritz der preußischen Provinz Pommern.
Nach dem Zweiten Weltkrieg kam Goltzow, wie ganz Hinterpommern, an Polen. Heute liegt der Ort im Gebiet der Gmina Stargard (Landgemeinde Stargard in Pommern).